# Siegpunkt
Siegpunkte oder Gewinnpunkte sind ein häufig in Autorenspielen eingesetztes Spielelement. Bei klassischen Brettspielen ist das Spielziel zumeist, eine bestimmte Spielstellung zu erreichen; dazu zählen Mattsituationen, das Bauen von Zwickmühlen, das Erreichen eines Zielfeldes oder die Erwirtschaftung eines bestimmten Spielgeldbetrags. Im Gegensatz dazu bilden Siegpunkte eine abstrakte Einheit, welche im Spielverlauf für das Erfüllen von Zwischenzielen vergeben werden. Gewinner ist je nach Spiel, wer entweder nach einer festen Anzahl Spielrunden die meisten Siegpunkte erreicht hat oder wer zuerst eine bestimmte Anzahl an Punkten für sich erwirtschaften konnte.
Durch dieses Konzept ergeben sich zwei wesentliche Vorteile. Erstens ermöglicht es dem Spieler eine breitere Palette von Spielstrategien, da sich auch mit einer Spezialisierung auf einen Teilbereich des Spiels Siegpunkte sammeln lassen. Zweitens sind Siegpunkte im Gegensatz zu Spielgeldvermögen während des Spielverlaufs kein Vorteil, da sie nicht ausgegeben und neu investiert werden können. Somit wird durch das Siegpunktkonzept die Spannungskurve während des Spiels besser gehalten, da der führende Spieler durch seinen Siegpunktvorteil keinen weiteren Nutzen hat und somit leichter einzuholen ist.
Je nach zu bespielender Hintergrundgeschichte kommen statt Siegpunkt auch Begriffe wie Ruhmes-, Macht-, oder Einflusspunkte zur Anwendung, wobei das zugrunde liegende Konzept gleich ist. 

## Spiele mit Siegpunkten (Auswahl)
Eine Auswahl an Spielen, in Siegpunkte verwendet werden:
- Der Palast von Alhambra
- Die Siedler von Catan und dessen Ableger
- Die Säulen der Erde
- Dominion
- Puerto Rico
- Thurn und Taxis